# جون م. ووكر، الابن
جون م. ووكر، الابن (بالإنجليزية: John M. Walker Jr.) (و. 1940 – م) هو محامي، وقاضي من الولايات المتحدة الأمريكية.

## التعليم
تعلم في جامعة ييل.

## مناصب وهيئات
أدار جامعة نيويورك، وكلية ييل للحقوق.